# Ясная Поляна (Сумская область)
Ясная Поляна (укр. Ясна Поляна) — село,
Великоберезковский сельский совет,
Середино-Будский район,
Сумская область,
Украина.
Код КОАТУУ — 5924480406. Население по переписи 2001 года составляло 23 человека .

## Географическое положение
Село Ясная Поляна находится на левом берегу реки Знобовка,
выше по течению на расстоянии в 1,5 км расположено село Великая Березка,
ниже по течению на расстоянии в 0,5 км расположено село Голубовка,
на противоположном берегу — сёла Новый Свет и Троицкое.
Через село проходит автомобильная дорога Т-1908.

## История
До революции на территории нынешней Ясной Поляны находились два населённых пункта: хут. Берёзка (хут. Березковский – 1765–1768, 1799–1801 гг., хут. Берёзка – 1779–1781 гг., хут. Малая Берёзка – 1859, 1897 гг.) и хут. Березовский (хут. Березовский – 1799–1801 гг., хут. Александровка – 1859, 1892, 1901 гг., хут. Александровский – 1897 г.).
Хутор Берёзка был основан во второй четверти XVIII века младшим сыном полтавского полковника Василия Васильевича Кочубея – Петром Васильевичем Кочубеем (? – 23.07.1769). Он располагался в двух-трёх километрах к северо-западу от Великой Берёзки и на момент проведения Румянцевской описи Малороссии 1765–1768 гг. насчитывал 11 бездворных хат, находившихся во владении основателя хутора.
23 июля 1769 года Пётр Васильевич Кочубей умер. После его смерти хутор унаследовал его брат – глуховский подкоморий и предводитель дворянства Глуховского уезда Василий Васильевич Кочубей, который в 1779–1781 гг. владел в нём 11 хатами и мельницей на реке Знобовке о 2 колах.
В 1781 году В.В. Кочубей отдал хутор Берёзку в приданое своей дочери Елизавете Васильевне Кочубей (? – 05.1800), а после её смерти и смерти её мужа, надворного советника Ивана Андреевича Марковича (1742–1814), он перешёл по наследству к их дочери Пульхерии Ивановне Маркович (ок. 1775 – после 1836), которая в 1816 году владела в нём 27 ревизскими душами.
В конце 30-х – начале 40-х годов XIX века Пульхерия Ивановна или её наследники продали хутор титулярному советнику Петру Петровичу Гусакову, который был женат на их дальней родственнице Прасковье Васильевне Скоропадской, правнучке полтавского полковника В.В. Кочубея.
Накануне отмены крепостного права, в 1859 году, П.П. Гусаков владел в Великой и Малой Берёзках 185 крепостными мужского пола и винокуренным заводом в Малой Берёзке.
Через несколько лет после отмены крепостного права П.П. Гусаков продал Малоберёзковский винокуренный завод врачу и предпринимателю Родиону Георгиевичу Беловскому. Однако тот его вскоре закрыл, и Малая Берёзка начала приходить в запустение. Если в 1795–1801 гг. в ней числилось 23 податные дыши мужского пола, а в 1859 году – 8 дворов и 40 жителей, то к 1897 году остался всего 1 двор, в котором проживал 1 житель.
В нескольких сотнях метров от Малой Берёзки, по обе стороны дороги, ведущей из Великой Берёзки в Голубовку, находился хутор Березовский.
Он был основан в конце XVIII века, после описания Новгород-Северского наместничества 1779–1781 гг., и впервые упоминался в материалах ревизии 1795 года.
В первой половине XIX века хут. Березовский был переименован в Александровку, а в начале XX века объединён с хут. Малая Берёзка в один населённый пункт. С тех пор он упоминался в списках населённых мест Черниговской губернии под двойным названием – хут. Александровка (Малая Берёзка) – 1913, 1917 гг., хут. Александров (Малая Берёзка) – 1923 г., а с 1926 года под своим названием (пос. Александровка (1926), село Александровское (1962)). 17 августа 1964 года село Александровское было переименовано в Ясную Поляну. Под таким названием оно существует и по сей день.
С 1894 года в Александровке работала школа грамоты, в которой 1 января 1899 года обучалось 22 мальчика.